# The Best Is Yet to Come (Bonnie Tyler)
The Best Is Yet to Come è il diciottesimo album in studio della cantante gallese Bonnie Tyler, pubblicato nel 2021.

## Tracce
1. The Best Is Yet to Come – 3:03 (Steve Womack)
2. Dreams Are Not Enough – 3:31 (Neil Lockwood)
3. Hungry Hearts – 3:12 (Josh Renton)
4. Stuck to My Guns – 3:49 (Womack)
5. When the Lights Go Down – 3:29 (Womack)
6. Stronger Than a Man – 3:31 (Shelly Peiken, Desmond Child, Ruslan Odnoralov)
7. I'm Not in Love – 4:24 (Eric Stewart, Graham Gouldman)
8. Somebody's Hero – 4:00 (Clemens Benecke)
9. Call Me Thunder – 4:38 (Womack)
10. I'm Only Guilty (Of Loving You) – 3:43 (Dave Williams, Mick Parker)
11. You're the One – 4:04 (Kevin Dunne, David Mackay)
12. Catch the Wind – 3:15 (Donovan)

## Formazione
- Bonnie Tyler – voce
- David Mackay – produzione, percussioni (1–2, 4–5), cori (3, 5, 9), archi (7, 11), programmazioni (3, 8), tastiera (6), percussioni FX (6), piano (11)
- Richard Cottle – tastiera (1–9), organo (10–11), sassofono (7, 10), programmazioni (7), percussioni FX (6)
- Steve Womack – cori, chitarra (5, 9)
- Josh Renton – cori, chitarra (3)
- Daz Shields – batteria (1–2, 5), cori (5)
- Neil Lockwood – cori (2, 8)
- Kevin Dunne – chitarra acustica (12), basso (11–12)
- Miriam Stockley – cori (1, 4–6, 9–12)
- Miriam Grey – cori (2–3, 7–8)
- Laurence Cottle – basso (1–10)
- Bob Jenkins – batteria (4, 6, 9–11)
- Geoff Whitehorn – chitarra (1–2, 4–7, 9–12)
- Ian Stuart Lynn – piano (10)
- Ray Russell – chitarra (8, 11)
- Leo Rojas – flauto di Pan (4)
- John Parr – chitarra (11)